# Korfbal op de Wereldspelen 2017
Korfbal stond op het programma van de Wereldspelen 2017 in Wrocław. 
In deze editie maakten China en Polen hun debuut bij korfbal op de Wereldspelen ; Polen als gastland en China als geplaatste deelnemer.

## Deelnemers
- Polen (gastland)
- Nederland (titelverdediger)
- Duitsland
- België
- Groot-Brittannië
- China
- Chinees Taipei
- Australië

## Poulefase

### Groep A
| Land      | Wed | Win | Gel | Ver | DV | DT | +/− | Pnt |
| --------- | --- | --- | --- | --- | -- | -- | --- | --- |
| Nederland | 3   | 3   | 0   | 0   | 87 | 36 | +51 | 9   |
| België    | 3   | 2   | 0   | 1   | 78 | 45 | +33 | 6   |
| Australië | 3   | 1   | 0   | 2   | 43 | 79 | −36 | 3   |
| China     | 3   | 0   | 0   | 3   | 46 | 94 | −48 | 0   |

| Datum   | Plaats  | Land      | Score   | Land      |
| ------- | ------- | --------- | ------- | --------- |
| 21 juli | Wrocław | Nederland | 33 – 10 | China     |
| 21 juli | Wrocław | België    | 26 – 8  | Australië |
| 22 juli | Wrocław | China     | 23 – 25 | Australië |
| 22 juli | Wrocław | Nederland | 24 – 16 | België    |
| 23 juli | Wrocław | Australië | 10 – 30 | Nederland |
| 23 juli | Wrocław | België    | 36 – 13 | China     |

### Groep B
| Land                | Wed | Win | Gel | Ver | DV | DT | +/− | Pnt |
| ------------------- | --- | --- | --- | --- | -- | -- | --- | --- |
| Chinees Taipei      | 3   | 3   | 0   | 0   | 74 | 46 | +28 | 9   |
| Duitsland           | 3   | 2   | 0   | 1   | 52 | 49 | +3  | 6   |
| Polen               | 3   | 1   | 0   | 2   | 51 | 47 | +4  | 3   |
| Verenigd Koninkrijk | 3   | 0   | 0   | 3   | 42 | 77 | −35 | 0   |

| Datum   | Plaats  | Land             | Score | Land             |
| ------- | ------- | ---------------- | ----- | ---------------- |
| 21 juli | Wrocław | Chinees Taipei   | 22–14 | Duitsland        |
| 21 juli | Wrocław | Polen            | 11–23 | Groot-Brittannië |
| 22 juli | Wrocław | Chinees Taipei   | 23–16 | Groot-Brittannië |
| 22 juli | Wrocław | Polen            | 15–25 | Duitsland        |
| 23 juli | Wrocław | Groot-Brittannië | 12–13 | Duitsland        |
| 23 juli | Wrocław | Polen            | 16–29 | Chinees Taipei   |

## Knock-outfase

### Plaatsingwedstrijden
| Datum   | Plaats  | Land      | Score | Land             | Voor plek     |
| ------- | ------- | --------- | ----- | ---------------- | ------------- |
| 24 juli | Wrocław | China     | 27–24 | Groot-Brittannië | 5 / 6 / 7 / 8 |
| 24 juli | Wrocław | Polen     | 18–20 | Australië        | 5 / 6 / 7 / 8 |
| 24 juli | Wrocław | België    | 18–22 | Chinees Taipei   | 1 / 2 / 3 / 4 |
| 24 juli | Wrocław | Duitsland | 13–25 | Nederland        | 1 / 2 / 3 / 4 |

### Finales
| Datum   | Plaats  | Land             | Score | Land           | Voor plek |
| ------- | ------- | ---------------- | ----- | -------------- | --------- |
| 25 juli | Wrocław | Groot-Brittannië | 25–18 | Polen          | 7 / 8     |
| 25 juli | Wrocław | China            | 19–17 | Australië      | 5 / 6     |
| 25 juli | Wrocław | België           | 24–9  | Duitsland      | 3 / 4     |
| 25 juli | Wrocław | Nederland        | 26–14 | Chinees Taipei | 1 / 2     |

## Eindstand
| Plaats op ranglijst | Team             |
| ------------------- | ---------------- |
| Goud                | Nederland        |
| Zilver              | Chinees Taipei   |
| Brons               | België           |
| 4                   | Duitsland        |
| 5                   | China            |
| 6                   | Australië        |
| 7                   | Groot-Brittannië |
| 8                   | Polen            |

| Kampioen van World Games 2017 |
| ----------------------------- |
| Nederland                     |